# Кулон, Жан-Франсуа
Жан-Франсуа́ Куло́н (фр. Jean-François Coulon; 1764, Париж — 1836) — французский балетный танцор и педагог.

## Биография
Родился в Париже. Выступал на сцене театра национальной парижской оперы Опера де Пари. После завершения артистической карьеры открыл свою балетную школу, став одним из самых знаменитых европейских балетных педагогов. С 1807 года был приглашён вести балетный класс в Академию музыки при «Гранд-Опера». Начиная с 1810 года разрабатывал технику танца на пальцах ног (пуантах).
Среди его учеников немало прославленных танцовщиков и балерин своего времени: Полина Леру (Pauline Leroux), Этьен Леблон (Étienne Leblond), сестры Женевьева (фр. Geneviève Gosselin) и Констанс Гослен (Constance-Hippolyte Gosselin), Луи Дюпор, Амели Легалуа (Amélie Legallois), Фелицата Гюллень-Сор, Луи Анри (фр. Louis Henry), Альбер, Полина Дюверне (фр. Pauline Duvernay), Филиппо, Сальваторе, Мария и Поль Тальони, Яков Люстих и другие.

### Семья
Сын Антуан (1796-1849) стал известным танцором и балетмейстером театров Парижа и Лондона, последние годы работал в лондонском театре Королевы (с 1844 до самой смерти в 1849 г.).